# Leader di Reform UK
Il leader di Reform UK (ex Brexit Party) è il più alto dirigente di Reform UK. L'attuale leader è Nigel Farage, che ha assunto l'incarico il 3 giugno 2024, dopo aver già precedentemente ricoperto la carica dal 2019 al 2021. Il leader più longevo del partito è stato Richard Tice (3 anni e 90 giorni). Il leader con il minor tempo in carica è stata Catherine Blaiklock (60 giorni).
L'attuale presidente di Reform UK è Zia Yusuf, che ha assunto l'incarico l'11 luglio 2024.

## Elenco
| Immagine | Leader              | Inizio mandato  | Fine mandato  | Vice leader                                                          | Presidente                                           | Rif.        |
| -------- | ------------------- | --------------- | ------------- | -------------------------------------------------------------------- | ---------------------------------------------------- | ----------- |
|          | Catherine Blaiklock | 20 gennaio 2019 | 20 marzo 2019 | Nessuno                                                              | Richard Tice (2019–2021) (2024) Zia Yusuf (dal 2024) | [ 1 ] [ 2 ] |
|          | Nigel Farage        | 22 marzo 2019   | 6 marzo 2021  | Nessuno                                                              | Richard Tice (2019–2021) (2024) Zia Yusuf (dal 2024) | [ 3 ]       |
|          | Richard Tice        | 6 marzo 2021    | 3 giugno 2024 | David Bull (2021–2024) Ben Habib (2023–2024) Richard Tice (dal 2024) | Richard Tice (2019–2021) (2024) Zia Yusuf (dal 2024) | [ 4 ]       |
|          | Nigel Farage        | 3 giugno 2024   | in carica     | David Bull (2021–2024) Ben Habib (2023–2024) Richard Tice (dal 2024) | Richard Tice (2019–2021) (2024) Zia Yusuf (dal 2024) | [ 5 ]       |